# Piper posusanum
Piper posusanum är en pepparväxtart som beskrevs av William Trelease. Piper posusanum ingår i släktet Piper och familjen pepparväxter. Inga underarter finns listade i Catalogue of Life.